# Margaret Clark-Williams
Margaret Clark-Williams (1910-1975) est une psychanalyste américaine installée à Paris. Elle a été au centre d'une affaire judiciaire concernant le libre exercice de la psychanalyse par des non-médecins en 1950.

## Biographie
À l'âge de 21 ans, en 1931, elle vient en France, et demeure avec la famille de Pauline Kergomard, à Lyon. Elle est à Vienne durant l'hiver 1931-1932 et participe aux activités du cercle freudien. Elle retourne ensuite aux États-Unis, avec ses deux enfants et y demeure jusqu'en 1945. De retour à Paris, elle entreprend une analyse avec Raymond de Saussure puis est reçue comme membre de la Société psychanalytique de Paris, et fait une supervision avec John Leuba.
Margaret Clark exerce comme psychanalyste en activité libérale : elle est notamment la deuxième analyste de Maria Torok. Elle intervient également comme thérapeute au centre psychopédagogique Claude-Bernard dirigé par André Berge, où elle pilote des ateliers thérapeutiques pour jeunes enfants dans l'esprit d'éducation nouvelle de Germaine Tortel.

## L'affaire Clark-Williams
En mars 1950, le père d'un enfant que Margaret Clark a soigné, estimant que l'état de son fils avait empiré, porte plainte contre la thérapeute. Quand le conseil de l'ordre des médecins se porte partie civile, la plainte est requalifiée en exercice illégal de la médecine.
Pour Le Figaro, c'est une affaire « assez curieuse et dont le jugement sera appelé à faire jurisprudence ». Le 20 mars, un commissaire de police conduit une perquisition ordonnée par le juge d'instruction au domicile de Margaret Clark-Williams. Le rapport de police relate qu'elle « emploie des moyens enfantins » : « elle fait dessiner une maison ou un arbre et s'il n'y a pas de trait en bas, elle dit que l’enfant manque de base ! ». La question de la violation du secret professionnel au cours de cette perquisition est soulevée, et à travers elle celle de la reconnaissance d'actes professionnels, reconnaissance que le juge d'instruction a d'emblée déniée en instruisant à charge. La Société psychanalytique de Paris soutient Margaret Clark-Williams, l'invite à faire une conférence et l'accepte comme membre adhérente en juin 1950.
Le 4 décembre 1950, le procès commence dans un contexte de « mise en cause » de la psychanalyse concernant la pratique de la psychothérapie par des non-médecins.
Georges Heuyer, Georges Parcheminey, Juliette Favez-Boutonier témoignent en faveur de Margaret Clark-Williams. De nombreuses personnalités comme John Leuba, André Berge, Daniel Lagache la soutiennent. Des médecins sollicités, s'estimant manipulés, refusent de témoigner à charge, tel Jean Delay, pourtant défavorable à la pratique de la psychanalyse par des non médecins, par égards pour « une femme tout à fait estimable ». Elle est défendue par Yvonne Netter, les plaidoiries ne commencent que début décembre 1951.
L'acquittement est prononcé le 31 mars 1952 « en l'absence d'une réglementation propre à la psychanalyse ». L'ordre des médecins interjette appel. Une condamnation définitive est prononcée le 15 juillet 1953 et condamne Margaret Clark-Williams à 100 F d'amende. Une amnistie pour toute amende intervient avant qu'un recours en cassation ne soit décidé.